# Паровоз-памятник (Батайск)
 Паровоз-памятник — расположен в городе Батайске Ростовской области. 

## История
В  1987 году в городе Батайск на привокзальной площади был установлен паровоз-памятник Су 252-20.  Это был пассажирский паровоз типа 1-3-1, выпускавшийся в СССР с 1924 по 1951 годы. Паровоз был построен Сормовским заводом (Нижний Новгород) в 1949 году. На нем закреплена чёрная табличка с надписью: «В память о революционных боевых и трудовых подвигах Батайских железнодорожников. 1987».
Установка паровоза происходила в День железнодорожника во время празднования 150-летия российских железнодорожных магистралей в 1987 году. Памятник установлен по инициативе  совета ветеранов батайского железнодорожного узла. Средства на установку нового памятника выделил Исполком Батайского городского Совета народных депутатов.
Паровоз был предоставлен начальником управления Северо-Кавказской железной дороги Ф. М. Котляренко.  Для перегонки паровоза на место установки от дистанции железнодорожного пути до площади был проложен временный железнодорожный путь. По этому пути паровоз перегнали к площади.  На площади паровоз застрял, ему не удалось преодолеть поворот по временной железнодорожной решетке. Поэтому пути развернули вместе с паровозом и установили на требуемом месте. В общей сложности работа по установке паровоза заняла около 10 часов.
Последним машинистом паровоза был Н. И. Сороченко, в дальнейшем ставший заместителем начальника Батайской дистанции пути .

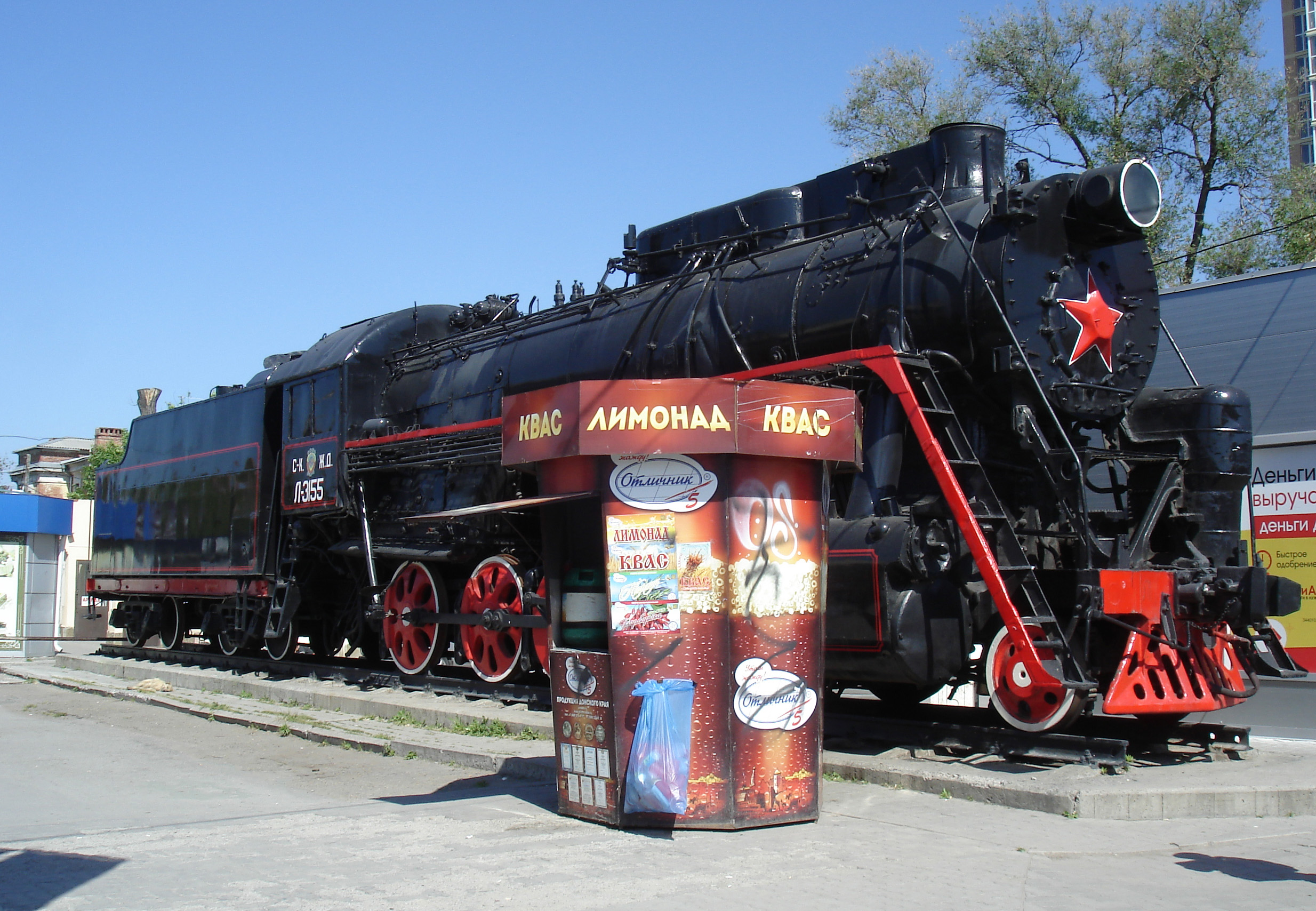
Паровоз Л-3155

В 2015 году руководством Северо-Кавказской железной дороги было решено снять паровоз с пьедестала и восстановить до рабочего состояния. В декабре 2015 года паровоз был отбуксирован для восстановления в депо станции Тихорецкая.  На освободившееся место был установлен другой паровоз серии Л-3155.